# 제프리 웨이스먼

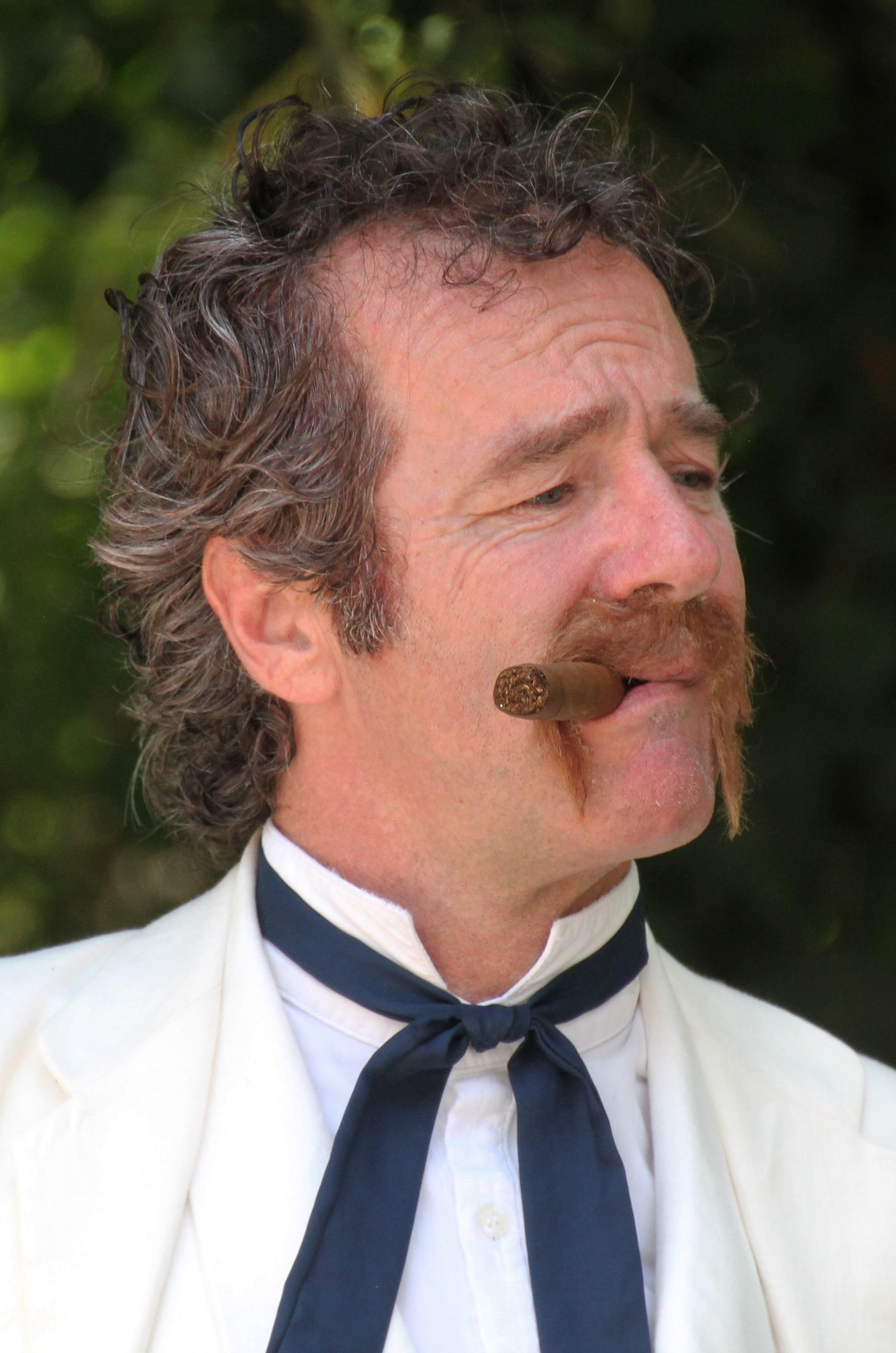

제프리 웨이스먼(Jeffrey Weissman, 1958년 10월 2일 ~ )은 미국의 배우, 연극 배우, 텔레비전 배우, 영화배우이다.
샌타모니카에서 태어났다.

## 영화
- 보트 빌더 (2015년)
- 댐 캘리포니아 (2012년) - 하비 역
- 코트 (2009년)
- 크리스트 스로우스 어 파티! (2008년)
- 엔젤스 위드 엔젤스 (2005년)
- 맥스 키블의 대반란 (2001년)
- 2001 스페이스 오디세이 (2000년)
- 용사들을 위하여 (1991년)
- 빽 투 더 퓨쳐 3 (1990년)
- 빽 투 더 퓨쳐 2 (1989년) - 조지 맥플라이 역
- 페일 라이더 (1985년)
- 환상 특급 (1983년)
- 로즈 (1979년)
- 서전트 페퍼스 론리 하츠 클럽 밴드 (1978년)